# 819
Раннє Середньовіччя. Епоха вікінгів. Золота доба ісламу. Реконкіста.
У Східній Римській імперії триває правління Лева V Вірменина. У Франкському королівстві триває правління Людовика Благочестивого. Північ Італії належить Франкському королівству, Рим і Равенна під управлінням Папи Римського, герцогства на південь від Римської області незалежні, деякі області на півночі та на півдні належать Візантії. Піренейський півострів, окрім Королівства Астурія, займає Кордовський емірат. В Англії триває період гептархії. Існують слов'янські держави: Карантанія, як васал Франкського королівства, та Перше Болгарське царство.
Аббасидський халіфат очолює аль-Мамун. У Китаї править династія Тан. Велика частина Індії під контролем імперії Пала. У Японії триває період Хей'ан. Хозарський каганат підпорядкував собі кочові народи на великій степовій території між Азовським морем та Аралом. Територію на північ від Китаю займає Уйгурський каганат.
На території лісостепової України в IX столітті літописці згадують слов'янські племена білих хорватів, бужан, волинян, деревлян, дулібів, полян, сіверян, тиверців, уличів. У Північному Причорномор'ї співіснують різні кочові племена, зокрема булгари, хозари, алани, тюрки, угри, кримські готи. Херсонес Таврійський належить Візантії.

## Події
- Аль-Мамун захопив Багдад і повернув собі титул аббасидського халіфа. Щоб віддячити своєму союзнику Саман-Худату, він призначив його синів правителями в Середній Азії. Таким чином започаткувалася династія Саманідів.
- Проти франкського правління збунтувалися хорвати на чолі з Людевітом Посавським. Повстання підтримали слов'яни Карантанії, Паннонії та серби. Франки придушили повстання до 822 року.
- Спалахнуло й згасло невдале повстання герцогів Гасконських проти Піпіна I.
- Китайського конфуціанця Хань Юя вислали з Чан'аня за критику публічної демонстрації буддистських реліквій.